# Gioan Baotixita Vương Hiểu Huân
Gioan Baotixita Vương Hiểu Huân (tiếng Trung: 王曉勳, John Baptist Wang Xiao-xun; sinh 1966) là một giám mục người Trung Quốc của Giáo hội Công giáo Rôma. Ông hiện đảm trách sứ vụ Giám mục Phó Phủ doãn Tông Tòa Hưng An Phủ. Đối với chính quyền Trung Quốc, ông là Giám mục Phó Giáo phận An Khang, một giáo phận do chính quyền lập ra.

## Tiểu sử
Giám mục Vương sinh ngày 19 tháng 1 năm 1966, người Tây An, tỉnh Thiểm Tây, (Trung Quốc). Từ nhỏ, ông đã sớm tham gia con đường tu tập tại chủng viện Tây An. Năm 1985, ông theo học tại Học viện Thần học tỉnh Thiểm Tây và tốt nghiệp năm 1992. Thánh 7 năm 1992, ông được thụ phong chức linh mục khi mới 26 tuổi, do Tổng giám mục Tây An Lý Đốc An làm chủ lễ phong.
Sau khi thụ phong linh mục, ông đã thi hành mục vụ ở nhiều giáo xứ. Năm 2005, ông được bổ nhiệm làm linh mục quản xứ Giáo xứ chính tòa An Khang. Ngày 13 tháng 10 năm 2010, ông được Hội Công giáo Yêu nước Trung Quốc bầu làm Trợ lý Giám mục (tương đương Giám mục phó) Giáo phận An Khang, một giáo phận do chính quyền Trung Quốc thiết lập, với địa hạt gần tương ứng với Hạt Phủ doãn Tông Tòa Hưng An Phủ. Mãi đến cuối năm 2016, Tòa Thánh mới xem xét nối lại hiệp thông và công nhận chức vụ thành sự của ông là Giám mục Phó với quyền kế vị Hạt Phủ doãn Tông Tòa Hưng An Phủ, phụ tá cho Giám mục Phủ doãn An Hưng Phủ là Giuse Diệp Vinh Hoa đã già yếu. Lễ tấn phong giám mục của ông được tổ chức vào ngày 30 tháng 11 năm 2016. Chủ phong buổi lễ là Giám mục Gioan Baotixita Dương Hiểu Đình, Giáo phận Diên An (tức Giáo phận Ngọc Lâm theo chính quyền Trung Quốc), chủ phong. Đồng tế là các giám mục được Vatican và chính quyền Trung Quốc công nhận là Antôn Đảng Minh Ngạn, Tổng giám mục Tây An, Louis Dư Nhuận Thâm, Giám mục Hán Trung, Giuse Đồng Trường Bình, Giám mục Hạt Phủ doãn Đồng Châu (tức Giáo phận Vi An theo chính quyền Trung Quốc), Giuse Ngô Khâm Kính, Giám mục Chu Chí và Giám mục Giuse Hàn Anh Tiến của Giáo phận Tam Nguyên. Thánh lễ còn có sự tham dự của ít nhất 50 linh mục, hơn 200 tín hữu và hơn 30 nữ tu.
Ông kế nhiệm Giám mục Hưng An Phủ vào ngày 28 tháng 8 năm 2022, sau cái chết của vị giám mục [chính] Giuse Diệp Vinh Hoa.